# Лютце, Виктор
Ви́ктор Лютце (нем. Viktor Lutze; 28 декабря 1890, Бефергерн, ныне в составе города Хёрстель, провинция Ганновер, Германская империя — 2 мая 1943, Потсдам, провинция Бранденбург, Третий рейх) — начальник штаба СА после убийства Эрнста Рёма.

## Биография
Сын ремесленника. После окончания Рейнской гимназии работал на почте. В октябре 1912 года поступил солдатом в 55-й пехотный полк. Участник Первой мировой войны, командир роты; был тяжело ранен (потерял левый глаз) и в 1919 году демобилизован по ранению. За боевые отличия награждён Железным крестом 1-го и 2-го класса; капитан.
Работал в торговле в Эльберфельде, входил в Германский народный шуцбунд, основатель и руководитель боевой организации «Товарищество Шилль» (нем. Kameradschaft Schill), которое активно участвовало в антифранцузском движении в Руре. В 1922 году вступил в НСДАП (билет № 84). С 1923 года член СА. С 1925 года руководитель СА и заместитель гауляйтера Рура. С 1928 года — руководитель СА Рурской области, с 1930 высший командир СА на Севере, с 1931 года — командир группы СА «Рур». В 1931 году избран депутатом Рейхстага от Южного Ганновера — Брауншвейга. С 20 февраля 1933 года руководитель VI обергруппы СА со штаб-квартирой в Ганновере. С марта 1933 года — Полицай-президент (руководитель полиции) Ганновера. С 25 марта 1933 года — обер-президент Ганновера. С 11 июля 1933 года — прусский государственный советник (Preusssicher Staatsrat).

### Руководитель СА
Выдвинулся после Ночи длинных ножей, где участвовал на стороне Гитлера; ранее донёс Гитлеру о неподобающих высказываниях Рёма и о подозрениях его в измене. Во время «Ночи» присоединился к Гитлеру и сопровождал его в Мюнхен. 30 июня 1934 года назначен начальником штаба СА, но уже без назначения имперским министром без портфеля.
Уже 20 июля 1934 года из подчинения СА были выведены СС, а затем, 23 августа — моторизованные отряды СА (вошедшие в состав Национал-социалистического автомобильного корпуса) и авиационные СА. Одновременно фельдъегерский корпус СА был 1 апреля 1935 объединён с прусской полицией, обер-группы СА были расформированы, а основной единицей осталась группа. С этого момента отряды СА действовали как спортивные клубы, проводившие военизированную и физическую подготовку своих членов, при этом членам СА было запрещено носить оружие.
В ноябре 1941 года был обвинён Геббельсом в злоупотреблении алкоголем и неудовлетворительном исполнении своих обязанностей, выразившемся «в целом ряде неумных действий» и медленном принятии решений. После доклада Гитлеру 23 июля 1942 года был в основном отстранён от активной деятельности и перестал себя контролировать, стал чрезмерно злоупотреблять алкоголем.

## Гибель и погребение
Во время частной поездки 1 мая 1943 года он вместе со всей семьёй попал в аварию недалеко от Потсдама. Слишком высокая скорость на повороте привела к тому, что машина вылетела с шоссе — его старшая дочь Инга погибла на месте, а младшая получила тяжёлое ранение. Сам Лютце умер во время операции в госпитале Потсдама на следующий день в 22:30.
Уже 3 мая 1943 года эта информация была опубликована в газете "Нью-Йорк Таймс" в статье «Nazi Storm Troop Chief Badly Hurt in Accident», а 4-го в той же газете выходит сообщение о его гибели.
Гитлер поручил Геббельсу провести торжественные похороны. 7 мая 1943 г. в рейхсканцелярии прошла государственная церемония прощания, на которой Гитлер присутствовал лично.
Посмертно Гитлер наградил Лютце высшей наградой Рейха Германским орденом.
После этого инцидента вышло постановление, обязавшее высших руководителей Рейха соблюдать скоростной режим на дорогах.

### Заявления ОУН(б) об убийстве Лютце[значимость факта?]
В послевоенные годы украинские националисты из бандеровского крыла ОУН и вооружённой фракции этого крыла (УПА) стали утверждать, что официальная версия гибели Лютце не соответствует действительности, и что смерть Лютце наступила в результате нападения повстанцев УПА на Украине. Если об эпизоде с Лютце вскользь упоминалось в ранних работах (Олег Мартович, 1950; «Украинская повстанческая армия 1942—1952» Петра Мирчука; раздел про УПА у Льва Шанковского, Канада), то с 1972 года об этом стали заявлять чаще. Юрий Тыс-Крохмалюк в книге «Вооруженная борьба УПА на Украине», изданной в 1972 году в Нью-Йорке Ассоциацией ветеранов УПА (один из наиболее значимых источников информации об УПА среди ряда западных историков, и прежде всего историков украинской диаспоры в Канаде), положил начало серии заявлений об убийстве Лютце. В одной из глав своей книги, где была и детальная карта, Тыс-Крохмалюк отметил, что Лютце «назначается» начальником СД в штабе Эриха Коха, «тщательно изучившим методы по уничтожению украинцев, введённые при Никите Хрущёве». По тексту, операцией руководил некий командир Вовчак (англ. Commander Vovchak), выполнявший указание штаба УПА-Север; Лютце двигался в составе колонны из более 30 бронированных машин с ещё большим числом элитной охраны на мотоциклах и бронетранспортёрах. По утверждению того же автора, Вовчак со своими людьми организовал засаду за местечком Клевань у высоты 224 и уничтожил колонну, не понеся никаких потерь (жертвами нападения должны были стать и множество высокопоставленных чинов из СД и вермахта).
Версия Тыса-Крохмалюка подвергается сомнениям в связи с тем, что на момент указанного им времени (май 1943 года) он занимался координацией создания дивизии СС «Галичина» и не мог быть свидетелем гибели Лютце, к тому же указанное им соединение УПА-Север появилось в 1944 году, через год после предполагаемой гибели Лютце. Также сам Тыс-Крохмалюк вплоть до конца войны оставался в расположении дивизии СС «Галичина» и имел звание ваффен-гауптштурмфюрера. Такие историки, как Владимир Косик, утверждали, что Лютце погиб 2 мая 1943 года «на дороге Ковель-Ровно» во время некоей инспекционной поездки по Украине, и что Германия отрицает до сих пор этот факт, утверждая о гибели Лютце в автокатастрофе, однако деталей не излагали. Позже было установлено, что Косик манипулировал архивными материалами американских историков. Анатолий Русначенко со ссылкой на труды Николая Лебедя указывал, что Лютце был убит на дороге Ковель-Брест сотней Тихона Зинчука («Кубика»). Однако по мнению политолога Оттавского университета Ивана Качановского, в немецких архивах указана информация о гибели Лютце в автокатастрофе в Германии, вследствие чего информация из источников УПА не соответствует действительности.